# 法币改革
法币改革，也称币制改革，是中华民国国民政府在1935年11月4日公布的货币改革措施，宣布放弃银本位，改用金本位，统一发行法币作为官方货币。

## 背景
1929年世界经济大萧条发生后，世界农产品价格暴跌，中国农村工农业产品价格剪刀差持续扩大，农村的白银开始流入中小城市，再由中小城市流入大城市，大城市则出现资金的过剩的问题。随着英国、日本等国家放弃金本位，通过竞争性贬值构建贸易壁垒，国际市场白银价格出现回升，当时以银本位为主的中国经济出现白银流出。1934年6月美国通过白银法案，通过大规模购入白银快速推升世界银价，中国白银大规模流失海外。由于当时中国采用银本位为主的货币制度，白银流失带来了通货紧缩，利率大涨，物价暴跌，信贷也在急剧收缩，因此在1935年初上海出现了惊人的工商业倒闭潮。国民政府直到1934年9月才开始限制外汇投机，10月开征白银出口关税和贸易平衡税，却仍然无法扭转白银外流的趋势，因此改革货币脱离银本位成为当务之急。另外1935年以前外國在華開設的銀行都具有貨幣發行權。

## 各国态度
1935年前后，随着中国国内金融危机到达顶点，英国、美国、日本三国开始针对中国的金融危机斡旋，以期在中国货币问题上占据优势。日本从一开始就在抵制对华援助，并且还反对西方国家援助中国，一方面日本希望维护自己在满洲的既得利益，同时想要保持与国民政府之间的相对和平，并且力阻西方介入中国事务，另一方面日本还未走出大萧条的阴影，仍然缺乏足够的资金在此时提供国际贷款。英国派出政府首席经济学家李滋-罗斯，9月21日李氏抵达上海，但在之前英国方面就有相关计划。英国希望保持和美国和日本的友好关系，因此一方面要中国出售给美国白银以拉拢美国，一方面又要借经济援助施压中国承认“满洲国”以拉拢日本，然而美国不满于英国改革方案将新货币与英镑挂钩，李滋-罗斯在访问中国之后到了日本也受到日本方面的冷遇，因此英国援助最终不了了之。美国迫于国内压力无法直接调整白银政策，对援助中国也存在内部分歧，财政部认为应该单独援助中国，国务院则认为应该联合英国援助中国，因此直到法币改革之前仍无法决断。

## 政府介入金融业
在当时的中国领导人蒋中正看来，金融风潮的根本原因是“金融币制和发行不统一”，以江浙财阀控制的中国银行和交通银行为首的金融机构不愿意听命于政府，也不肯与政府“彻底合作”，因此借助此次风潮削弱江浙财阀的实力。蒋中正、宋子文和孔祥熙在1935年2月在汉口商议接管金融机构，3月孔祥熙在上海突然发动银行事变，宋子文则取代主张银行独立性的张嘉璈执掌中国银行，4月政府通过增资方式进一步控制了中央银行、中国银行、交通银行三大银行。在控制三大银行之后，1935年端午前后国民政府又逞着金融风潮扩大控制了“小四行”中的中国通商银行、四明银行和中国实业银行，替换了银行总经理，将其发行权置于政府监督之下。同年，宋子文、杜月笙和唐寿民进入上海银行同业公会董事会，控制了江浙财团在当时的领导机构，并在1936年控制了占据该会会员资产绝大多数的八大银行，上海的金融业从此失去了相对于政府的独立性。

## 开始改革
在3月的银行改组之后，国民政府大大加强了对金融业的控制，为实施币制改革铺平了机构基础。中国还通过给白银征税等手段，试图控制白银外流的情况，反而助长了白银走私，进一步恶化了国内经济形势。根据孔祥熙回忆，他至少从美国白银政策出台之后就开始计划币制改革，而国民政府至少从6月开始国民政府就已经意识到西方援助或难以解决本国问题，尤其是英美都要求中国告知改革计划，而英国有意将中国的计划泄露给日本，至10月底财政部已经对英国援助不抱希望，因此早已做好准备在不依靠外援的情况下进行改革。显然国内形势已经不允许拖延，国民政府不仅需要处理国内经济危机，还需要面对日本侵华，维持自身统治，币制改革已经刻不容缓。
1935年11月3日，国民政府公布《施行法币布告》，宣布从11月4日起强制使用法币：在货币发行权问题上，规定只有中央银行、中国银行和交通银行（后来加入中国农民银行）发行的货币为法币，所有税收和公私款项都需要使用法币支付，其他银行已发行货币逐步退出市场；在白银问题上，宣布白银国有，若有人使用白银支付则没收国有，持有白银者限期上交支付兑换法币，旧有白银定价合同一律以法币结算；在汇率稳定方面，成立发行准备管理委员会专职稳定法币信用，并且允许货币发行银行无限制买卖外汇以稳定法币价格。在布告公布后，财政部长孔祥熙则发表宣言，支持法币发行，宣布中央银行将会成为专职中央银行职能的“中央准备银行”，集中保管各银行的存款准备金和管理国库，不再经营普通银行业务，并且承诺政府将避免通货膨胀，维持财政平衡。为了消除普通群众对法币政策的顾忌，财政部发行了《财政部新货币制度说明书》，宣称中央银行的集中准备有助于防止挤兑，巩固货币的发行，增强银行业抵御金融风险的能力，发行法币绝不是和银本位脱钩，法币发行以白银为准备金，因此绝对不会有通货膨胀。

## 列强的反应
1935年11月2日，法币改革的前一天，国民政府突然告知列强使节将在明天进行改革。英国代表李滋-罗斯告知美国人自己没有指挥中国的改革，但认为中国的计划基本上是个好计划。美国财政部长摩根韬明白中国占据了主动权，在此情形下中美势必需要达成一定协议获得外汇，但他虽然热衷于援助中国，但也希望中国货币和美元挂钩。法币改革的突然宣布令日本商家、政府和军方都感到不满。法币改革方案公开当天的11月3日夜，上海的日商银行集会决议拒绝支持法币改革，交易可以通过法币，但持有白银绝不上缴；后来态度软化，决定上缴上海库存白银，然而另一方面不但拒绝上缴华北白银，反而要求中国政府不得将华北收缴的白银南运。日本的军部日本外务省在11月6日照会中国外交部官员，认为中国是获得英国李滋-罗斯代表团支持后宣布法币改革，中国倒向英美严重损害日本利益和中日关系，日本会在华北事变更加强硬，但中方也是针锋相对予以驳斥。日本军部也在11月9日发布措辞强硬的声明，强烈反对中国的白银国有令，宣称国民政府已经不为国民所信任，发行的法币将来也会沦为废纸，发行法币就是在破坏远东和平，给自己自掘坟墓。日本在后来的侵华战争中还大肆伪造法币，抢购物资，有在外汇市场挤兑法币迫使法币贬值，在占领区禁止民众使用法币。出于对日本的憎恶，美国人最终同意了中国的请求，中国则通过出售美国大量白银换取大量外汇。

### 引用
1. ↑  谢菊曾. . 历史研究. 1965, (2)  [2022-09-24]. （原始内容存档于2022-09-24）.
2. ↑  王国乡，郑垣主编,中国企业金融实务全书,中国物价出版社,1994.06,第1049页
3. ↑  李爱 2014，第2頁.
4. ↑  城山智子 2009，第173-175頁.
5. ↑  李爱 2014，第114-123頁.
6. ↑  任东来. . 历史研究. 2000, (10)  [2022-09-24]. （原始内容存档于2022-09-24）.
7. ↑  侯桂芳. . 上海师范大学学报（社会科学版）. 2002, 31 (3)  [2022-09-24]. （原始内容存档于2022-09-24）.
8. ↑  Rossell 1992，第140-142頁.
9. ↑  Young 1981，第241頁.
10. ↑  李爱 2005，第175頁.
11. ↑  张秀莉 2018，第97-100頁.
12. ↑  Rossell 1992，第142頁.
13. ↑  Young 1981，第263頁.
14. ↑  张秀莉 2018，第95-96頁.
15. ↑  Young 1981，第264頁.

### 书籍
- 李爱.  1. 北京. 2014. ISBN 978-7-5097-5449-8. OCLC 874941266.
- Young, Arthur N.  [一九二七至一九三七年中国财政经济情况]. 陈泽宪、陈霞飞译. 北京: 中国社会科学出版社. 1981 [1971]. CSBN 11190·061.
- 城山智子.  [大萧条时期的中国:市场、国家与世界经济（1929—1937）]. 孟凡礼、尚国敏译，唐磊校译. 南京: 江苏人民出版社. 2009 [2009]. ISBN 9787214060297.
- Russell, Michael Blaine.  [院外集团与美国东亚政策：30年代美国白银集团的活动]. 郑会欣译，吴世民、洪邮生校. 上海: 复旦大学出版社. 1992 [1972]. ISBN 7-309-00764-6.
- 柯博文.  [江浙财阀与国民政府：一九二七——一九三七年]. 蔡静仪译，李臻校译. 天津: 南开大学出版社. 1987 [1980]. CSBN 11301·2.
- 中国人民银行总行参事室 (编). . 上海: 上海人民出版社. 1991  [2022-09-24]. ISBN 9787208008540. （原始内容存档于2022-09-24）.